# Tour della nazionale maschile di rugby a 15 della Nuova Zelanda 1924-1925
Tra il 1924 e il 1925 gli All Blacks intrapresero uno storico tour in cui vinsero tutti i 32 incontri disputati.
Non riuscì il "grande slam", ossia la vittoria contro tutte le squadre britanniche (avvenuta solo due volte successivamente) per il rifiuto della federazione scozzese per una questione economica.

## La squadra

### Management
- Manager: S.S. Dean (Wellington)
- Capitano: Cliff Porter

### Tre quarti
- George Nepia (Hawke's Bay)
- Handley Brown (Taranaki)
- Gus Hart (Taranaki)
- Frederick Lucas (Auckland)
- Alan Robilliard (Canterbury)
- Snowy Svenson (Wellington)
- Jack Steel (West Coast)
- Ces Badeley (Auckland)
- Bert Cooke (Auckland)
- Neil McGregor (rugby union)|Neil McGregor (Canterbury)
- Marcus Nicholls (Wellington)
- Lui Paewai (Hawke's Bay)

### Mediani
- Bill Dalley (Canterbury)
- Jimmy Mill (Hawke's Bay)

### Avanti
- Jim Parker (Canterbury)
- Cliff Porter (Wellington)
- Cyril Brownlie (Hawke's Bay)
- Maurice Brownlie (Hawke's Bay)
- Leslie Cupples (Bay of Plenty)
- Quentin Donald Wairarapa Bush)
- Ian Harvey (Wairarapa Bush)
- Bill Irvine (Hawke's Bay)
- Read Masters (Canterbury)
- Brian McCleary (Canterbury)
- Abe Munro (Otago)
- Jock Richardson (|Southland)
- Ron Stewart (South Canterbury)
- Alf West (Taranaki)
- Son White (Southland)

## Risultati
| Devonport 13 settembre 1924 | Devon | 0 – 11 | Nuova Zelanda XV | Rectory Ground |

| Camborne 18 settembre 1924 | Cornovaglia | 0 – 29 | Nuova Zelanda XV | Recreation Ground |

| Weston-super-Mare 20 settembre 1924 | Somerset | 0 – 6 | Nuova Zelanda XV |  |

| Gloucester 25 settembre 1924 | Gloucestershire | 0 – 6 | Nuova Zelanda XV | Kingsholm |

| Swansea 27 settembre 1924 | Swansea | 3 – 39 | Nuova Zelanda XV | St Helen's Ground |

| Newport 2 ottobre 1924 | Newport | 10 – 13 | Nuova Zelanda XV | Athletic Ground |

| Leicester 4 ottobre 1924 | Leicester | 0 – 27 | Nuova Zelanda XV | Welford Road Stadium (24 000 spett.) |

| Birmingham 8 ottobre 1924 | North Midlands | 3 – 40 | Nuova Zelanda XV | Villa Park |

| Birkenhead 11 ottobre 1924 | Cheshire | 5 – 18 | Nuova Zelanda XV |  |

| Sunderland 15 ottobre 1924 | Durham County | 7 – 43 | Nuova Zelanda XV | Roker Park |

| Bradford 18 ottobre 1924 | Yorkshire | 4 – 42 | Nuova Zelanda XV | Lidget Green |

| Manchester 22 ottobre 1924 | Lancashire | 0 – 23 | Nuova Zelanda XV | Old Trafford |

| Carlisle 25 ottobre 1924 | Cumberland | 0 – 41 | Nuova Zelanda XV | Brunton Park |

| Arbitro: | A. Freethy |

|  |           |                              |
|  | Marcatori | mete: Svenson c.p.: Nicholls |

| Belfast 5 novembre 1924 | Ulster | 6 – 28 | Nuova Zelanda XV | Ravenhill |

| Newcastle upon Tyne 8 novembre 1924 | Northumberland | 4 – 27 | Nuova Zelanda XV | Gosforth Ground |

| Cambridge 12 novembre 1924 | Univ. di Cambridge | 0 – 5 | Nuova Zelanda XV | Grange Road |

| Londra 15 novembre 1924 | London Counties | 6 – 31 | Nuova Zelanda XV | Twickenham |

| Oxford 20 novembre 1924 | Univ. di Oxford | 15 – 33 | Nuova Zelanda XV | Iffley Road |

| Cardiff 22 novembre 1924 | Cardiff RFC | 8 – 16 | Nuova Zelanda XV | Arms Park |

| Arbitro: | J Brunton |

|  |           |                                                                      |
|  | Marcatori | mete: M Brownlie, Irvine 2 Svenson trasf.: Nicholls 2 c.p.: Nicholls |

| Llanelli 2 dicembre 1924 | Llanelli | 3 – 8 | Nuova Zelanda XV | Stradey Park |

| Northampton 6 dicembre 1924 | Northampton | 7 – 31 | Nuova Zelanda XV | County Cricket Ground |

| Coventry 11 dicembre 1924 | Warwickshire | 0 – 20 | Nuova Zelanda XV | Highfield Road |

| Londra 13 dicembre 1924 | Combined Services | 3 – 25 | Nuova Zelanda XV | Twickenham |

| Portsmouth 17 dicembre 1924 | Hampshire | 0 – 22 | Nuova Zelanda XV | Fratton Park |

| Londra 27 dicembre 1924 | London Counties | 3 – 28 | Nuova Zelanda XV | Blackheath RFC Ground |

| Arbitro: | A. Freethy |

|                                                             |           |                                                                         |
| mete: Cove-Smith, Kittermaster trasf.: Conway c.p.: Corbett | Marcatori | mete: M Brownlie, Parker Steel, Svenson trasf.: Nicholls c.p.: Nicholls |

| Parigi 11 gennaio 1925 | Selection Francais | 8 – 37 | Nuova Zelanda XV | Colombes |

| Arbitro: | H Wilkins |

|                                 |           |                                                                                  |
| mete: Cassayet-Armagnac, Ribere | Marcatori | mete: Cooke 2, Irvine Porter, Richardson Steel, Svenson White trasf.: Nicholls 3 |

| Vancouver 14 febbraio 1925 | Vancouver | 0 – 49 | Nuova Zelanda XV | Brockton Park |

| Victoria 18 febbraio 1925 | Victoria (B.C.) | 4 – 68 | Nuova Zelanda XV | Victoria Ground |